# Княжинское сельское поселение
Кня́жинское се́льское поселе́ние — упразднённое муниципальное образование в составе Починковского района Смоленской области России.
Административный центр — деревня Княжое-1.
Образовано Законом Смоленской области от 28 декабря 2004 года. Упразднено Законом Смоленской области от 20 декабря 2018 года с включением к 1 января 2019 года всех входивших в его состав населённых пунктов в Прудковское сельское поселение.

## Географические данные
- Общая площадь: 164,64 км²
- Расположение: северная часть Починковского района
- Граничило:
  - на севере — с Ивановским сельским поселением
  - на северо-востоке — с Мурыгинским сельским поселением
  - на востоке — с Прудковским сельским поселением
  - на юго-востоке — с Ленинским сельским поселением
  - на юге — с Хиславичским районом
  - на западе — с Монастырщинским районом
- По территории поселения проходит автодорога Починок — Монастырщина.
- Крупные реки Сож, Хмара.

## Население
| 2007 | 2011 | 2012 | 2013 | 2014 | 2015 | 2016 |
| ---- | ---- | ---- | ---- | ---- | ---- | ---- |
| 1206 | ↘998 | ↘972 | ↘956 | ↘927 | ↗934 | ↗941 |
| 2017 | 2018 | 2019 |      |      |      |      |
| ↘915 | ↘901 | ↘865 |      |      |      |      |

## Населённые пункты
В состав поселения входили следующие населённые пункты:
- Княжое-1, деревня
- Акулинки, деревня
- Болваничи, деревня
- Васильево, деревня
- Вердихово, деревня
- Горяны, деревня
- Захаринка, деревня
- Клины, деревня
- Княжое-2, деревня
- Кошелево, деревня
- Малая Тростянка, деревня
- Матвеево, деревня (упразднена в 2009 году[12])
- Мокрядино, деревня
- Морозово, деревня
- Прилепово, деревня
- Светлое, деревня
- Тростянка, деревня
- Федорово, деревня
- Юры, деревня

## Экономика
Три сельхозкооператива.